# Велькер, Герман
Ге́рман Ве́лькер (Hermann Welcker) — анатом и антрополог, племянник Фридриха-Готлиба и Карла-Теодора Велькеров.

## Биография
С 1841 по 1850 год изучал в Гиссене и Бонне медицину и естественные науки, в 1850 году назначен ассистирующим врачом при Медицинской клинике в Гиссене, в 1853 — приват-доцентом по анатомии, в 1855 — профессором в Анатомическом институте, в 1859 — профессором анатомии в Галле. С 1876 года он состоял директором Анатомического института там же. В своей диссертации об иррадиации (Гиссен, 1852) Велькер доказал, что иррадиация, противно учению Плато, есть чистое физическое явление. Велькер усовершенствовал предложенный Фирордтом способ вычисления количества кровяных телец и произвёл многочисленные вычисления их у животных и у людей. Посредством предложенного им же калориметрического способа Велькер определил количество крови у многих животных и установил, что количество крови у человека равняется не 25 фунтам, как полагали прежде, а всего лишь 9—10 фунтам. Своим сочинением Ueber Anfertigung mikroskopischer Präparate (Гиссен, 1856) Велькер ввёл в анатомическую технику микротом. Для своих краниологических исследований он осмотрел в 1860—1865 гг. почти все коллекции черепов в Германии и Голландии и исследовал их содержание посредством особого способа измерений, описанного в его сочинении Untersuchungen über Wachstum und Bau des menschlichen Schädels (Лейпциг, 1862). В сочинении Schillers Schädel und Totenmaske (Брауншвейг, 1883) и в Der Schädel Raphaels und die Raphaelportraits Велькер изложил способ, по которому принадлежность черепа и профиля головы одному лицу может быть доказана довольно точно. Плодом его этнологических работ явилось сочинение Die deutschen Mundarten im Liede. Sammlung deutscher Dialektgedichte (Лейпциг, 1875).